# Захарівка (Первомайський район)
Заха́рівка —  село в Україні, у Врадіївській селищній громаді Первомайського району Миколаївської області. Населення становить 426 осіб.

## Відомі люди

### Почесне звання «Мати-героїня»
- Волошановській Любові Василівні — матері п'яти дітей
- Драчинській Людмилі Миколаївні — матері п'яти дітей
- Дяченко Марії Павлівні — матері шести дітей
- Зінчкенко Анастасії Іванівні — матері п'яти дітей
- Коваленко Галині Володимирівні — матері семи дітей

## Населення
Згідно з переписом УРСР 1989 року чисельність наявного населення села становила 507 осіб, з яких 219 чоловіків та 288 жінок.
За переписом населення України 2001 року в селі мешкало 420 осіб.

### Мова
Розподіл населення за рідною мовою за даними перепису 2001 року:
| Мова       | Відсоток |
| ---------- | -------- |
| українська | 95,31 %  |
| молдовська | 3,29 %   |
| російська  | 1,41 %   |